# Ernest & Celestine
Ernest & Celestine (no original em francês: Ernest et Célestine) é um filme francês-belga-luxemburguês de animação de 2012 dirigido por Stéphane Aubier,Vincent Patar e Benjamin Renner.O filme é baseado em uma série de livros infantis de mesmo nome publicado pelo autor e ilustradora belga Gabrielle Vincent.
O filme foi Indicado para Melhor Filme de Animação no Oscar em 2014.

## Sinopse
Na sociedade tradicional dos ursos,a amizade entre estes animais e os ratos não é algo bem visto.Ernest é um urso músico que vai acolher em sua casa a ratinha Celestine,uma orfã que escapou do mundo subterrâneo dos roedores. Com muita amizade,os dois vão encontrar uma vida confortável,mudando,para sempre,as normas preestabelecidas desse mundo.

## Elenco
- Lambert Wilson como Ernest,um urso-pardo solitário que se torna amigo de Celestine.
- Pauline Brunner como Celestine,uma jovem rata orfã que se torna amiga de Ernest.
- Dominique Maurin como chefe da clínica.
- Anne-Marie loop como Grise,a guardiã do orfanato.
- Patrice Melennec como Georges.
- Brigitte Virtudes como Lucienne.
- Féodor Atkine como Juiz Grizzly [2].

## Recepção
No site Rotten Tomatoes relata que 98% dos críticos deram ao filme uma classificação de "fresh",com base em 75 revisões com uma pontuação média de 8.2/10,e 88% da aprovação da Audiência 

## Prêmios e indicações
| Prêmios                                     | Prêmios                                            | Prêmios                                                                        | Prêmios   | Prêmios |
| Prêmio                                      | Categoria                                          | Destinatários e nomeados                                                       | Resultado |         |
| ------------------------------------------- | -------------------------------------------------- | ------------------------------------------------------------------------------ | --------- | ------- |
| Academy Awards                              | Melhor filme de Animação                           |                                                                                | Indicado  |         |
| Amsterdam Cinekid Festival                  | Melhor filme                                       |                                                                                | Venceu    |         |
| Annecy International Animated Film Festival | Cristal Award de Melhor filme                      | Stéphane Aubier, Vincent Patar, Benjamin Renner                                | Indicado  |         |
| Annie Awards                                | Melhor filme de Animação                           |                                                                                | Indicado  |         |
| Annie Awards                                | Animação de Personagem em uma Produção de Animação | Patrick Imbert                                                                 | Indicado  |         |
| Annie Awards                                | Diretor em uma Produção de Animação                | Stéphane Aubier, Vincent Patar, Benjamin Renner                                | Indicado  |         |
| Annie Awards                                | Desenho de Produção em uma Produção de Animação    | Zaza, Zyk                                                                      | Indicado  |         |
| Annie Awards                                | Escrevendo em um Produção de Animação              | Daniel Pennac                                                                  | Indicado  |         |
| Annie Awards                                | Editorial em um Produção de Animação               | Fabienne Alvarez-Giro                                                          | Indicado  |         |
| Belgian Film Critics Association            | Grand Prix                                         |                                                                                | Indicado  |         |
| Cannes Film Festival                        | Art Cinema Award (Quinzena dos Realizadores)       | Stéphane Aubier, Vincent Patar, Benjamin Renner                                | Indicado  |         |
| Cannes Film Festival                        | Prix SACD (Quinzena dos Realizadores)              | Stéphane Aubier, Vincent Patar, Benjamin Renner                                | Indicado  |         |
| Cannes Film Festival                        | Prix SACD (Quinzena dos Realizadores)              | Stéphane Aubier, Vincent Patar, Benjamin Renner                                | Venceu    |         |
| César Awards                                | Melhor filme de Animação                           | Stéphane Aubier, Vincent Patar, Benjamin Renner, Didier Brunner, Henri Magalon | Venceu    |         |
| Dubai International Film Festival           | People's Choice Award                              | Stéphane Aubier, Vincent Patar, Benjamin Renner                                | Venceu    |         |
| Galway Film Fleadh                          | Prêmio do Público de Melhor filme Internacional    |                                                                                | Venceu    |         |
| Gijón International Film Festival           | Melhor Longa-Metragem                              |                                                                                | Indicado  |         |
| Los Angeles Film Critics Association Awards | Melhor filme de Animação                           |                                                                                | Venceu    |         |
| Magritte Awards                             | Melhor Filme                                       |                                                                                | Venceu    |         |
| Magritte Awards                             | Melhor Diretor                                     | Stéphane Aubier, Vincent Patar                                                 | Venceu    |         |
| Magritte Awards                             | Melhor Som                                         | Frédéric Demolder, Emmanuel de Boissieu, Luc Thomas, Franco Piscopo            | Venceu    |         |
| Satellite Awards                            | Melhor filme de Animação                           |                                                                                | Indicado  |         |
| Seattle International Film Festival         | Juventude Prêmio do Júri                           |                                                                                | Venceu    |         |
| Toronto International Film Festival         | Melhor Filme Drama                                 |                                                                                | Indicado  |         |